# Tioredoxina reduttasi
La tioredoxina reduttasi (TR o TxR) è un enzima ossidoriduttivo avente come cofattore il NADP ridotto (NADPH2) ed è l'unico enzima conosciuto in grado di rigenerare la tioredoxina ossidata. Ha un peso molecolare compreso tra i 55 ed il 65KDa, fatto dovuto alla presenza di più isoforme ottenute per splicing alternativo del suo RNA messaggero.
Tre maggiori isoforme sono state caratterizzate:
- TxR1, ubiquitaria e localizzata nel citoplasma cellulare;
- TxR2, presente esclusivamente nei mitocondri;
- TxR3 o TGR, trovata nel testicolo e capace di ridurre sia la Trx-1 che il GSH.

## Interesse biologico e biochimico
È uno dei pochi enzimi esistenti in natura che possiedono nella loro struttura un atomo di selenio, sotto forma dell'amminoacido seleno-cisteina (SeCys). Questo residuo è il penultimo della sua struttura amminoacidica ed è preceduto da una cisteina; la genesi controllata di una TR troncata negli ultimi tre amminocidi (-Cys-SeCys-Gly), produce un enzima che non è funzionale, nonostante il dominio che contiene il NADPH2 non venga affatto condizionato. La sua attività enzimatica è anche fortemente compromessa negli animali resi carenti di selenio.
Tutte le isoforme non riducono solo la Trx-1, ma anche una serie di composti endogeni con proprietà ossidoriduttive. La TR1 è in grado di ridurre l'acqua ossigenata ed i lipo-perossidi nei corrispondenti derivati innocui (acqua ed alcole alchilico), rigenera l'acido lipoico, la vitamina K, l'acido ascorbico (vitamina C) ossidato, la L-cistina (disolfuro della cisteina) e l'ubichinone (il cofattore di trasporto elettronico nei mitocondri). Questo fa sicuramente della TR uno degli scudi più efficaci nella difesa delle cellule contro l'azione dei radicali liberi ossidanti (RLOs).

## Patologia

### Patologie tumorali
Come il suo substrato (tioredoxina-1), la TR1 è stata trovata maggiormente espressa in diverse linee tumorali in coltura ed in svariati tipi di tumori umani. Dato il ruolo necessario della Trx-1 di controllare la sintesi dei desossi-nucleotidi, attraverso il cedere equivalenti riducenti alla riboside-difosfato reduttasi (RDPR), uno dei motivi del perché l'enzima è sintetizzato così tanto dalle cellule tumorali risulta chiaro. Tuttavia, il fenomeno è stato considerato anche con ruolo di "freno" proliferativo, poiché la TR1 è anche la reduttasi che tiene l'oncosoppressore p53 nel suo stato funzionale. In tal caso p53 può esercitare la sua azione soppressiva sulla moltiplicazione cellulare. Comunque l'effetto benefico del sistema Trx1/TR1 potrebbe cambiare nel suo opposto durante la fase di ulteriore progressione tumorale. Per altro le cellule tumorali tengono il p53 basso, quindi un eccesso di TR1 non conterebbe molto nel suo controllo; ecco perché le cellule tumorali continuerebbero a crescere, a dispetto di una TR1 così elevata.
Esperimenti di laboratorio hanno fatto vedere che l'inibizione della TR1 previene la crescita tumorale in vivo, e che la sua ablazione genica in cellule di carcinoma polmonare, reverte la loro oncogenicità ed aggressività. Non sorprende quindi se alcuni farmaci anti-tumorali che hanno come bersaglio pure la TR1, siano così potenti nella loro azione terapeutica.
Ci sarebbe un altro meccanismo dipendente in parte proprio da un'azione molecolare della TR1, che conferirebbe alle cellule tumorali protezione dai linfociti natural killer. L'enzima ha come substrato anche la tossina NK-lisina dei suddetti linfociti; aprendo i ponti disolfuro che stabilizzano l'enzima, la NK-lisina perde le sue proprietà citotossiche. Indirettamente, così, le cellule tumorali sfuggono alle difese immunitarie (in inglese, "surveillance escape").

### Malattie cardiovascolari
La TR mitocondriale (TxR2) negli ultimi 4-5 anni ha ricevuto parecchie attenzioni da diversi gruppi di ricerca nel campo cardiologico, dopo la pubblicazione che ha annunciato come essa sia indispensabile per la genesi embrionale del sistema cardiaco. Il lavoro, pubblicato per collaborazione di un gruppo in San Diego (California) ed uno a Monaco (Germania), ha descritto come la TxR2 sia essenziale per la genesi e la funzionalità cardiaca in diversi punti sperimentali:
- la deficienza dell'enzima è letale negli embrioni di topo resi geneticamente tali;
- la TxR2 è assolutamente necessaria allo sviluppo del tubo cardiaco primitivo; sebbene i topi non mostrino visibili malformazioni o presenza di fenomeni legati all'apoptosi, la proliferazione cellulare generale è fortemente diminuita;
- l'enzima serve anche alla produzione delle cellule sanguigne fetali, con sede primitiva nel fegato e nel tubo cardiaco;
- le cellule deficienti di TxR2 hanno una maggiore produzione di radicali dell'ossigeno (RLOs), indice che i mitocondri soffrono per non potersi difendere efficientemente dagli insulti ossidativi;
- l'inattivazione selettiva dell'enzima a livello cardiaco (gene-guidata), conduce tutti gli embrioni ad una cardiomiopatia dilatativa letale. Il danno sembra manifestarsi proprio sul tessuto cardiaco, dato che l'analisi dei vasi sanguigni del sacco vitellino e dei vasi coronarici non ha mostrato differenze con gli embrioni di topo normali.

Invece, la TxR1 è essenziale per l'embriogenesi ma dispensabile per lo sviluppo cardiaco, puntando in tal senso ad un apparente ruolo dominante della forma mitocondriale.
L'azione enzimatica della TxR1 pare difendere le cellule del cuore in caso di ischemia, come evidenziato da due studi separati. Il supplemento degli animali di laboratorio con selenio inorganico (sodio selenite) per diverso tempo prima dell'induzione di un'ischemia cardiaca, li protegge meglio dal danno funzionale: i cuori si riprendono meglio dallo "shock" respiratorio e metabolico e la produzione di radicali dell'ossigeno è decisamente inferiore rispetto agli animali che non hanno ricevuto selenite nella dieta.
Studi nell'uomo sono ancora mancanti.

## Ricerca medica
La tioredoxina reduttasi in quest'ultimo decennio ha ricevuto parecchie attenzioni riguardo al suo essere potenziale bersaglio nella terapia del cancro. Il suo essere l'enzima rigenerante della tioredoxina, iper-espressa nella maggior parte dei tumori umani, ne fa un "target" attraente.
Esistono dei composti molto semplici che inibiscono l'attività della TR1, tramite coniugazione covalente con il suo residuo di SeCys:
- l'acido iodoacetico
- la 4-vinil-piridina
- il 2,4-dinitro-1-cloro-benzene
- l'acido metil-arsenioso
- il cloruro di mercurio (HgCl2).

In condizioni fisiopatologiche o francamente patologiche, anche l'organismo può produrre alcune tossine che inattivano covalentemente la TR1, come:
- la 4-idrossi-nonenale (4-HNE), un'aldeide insatura derivata dai prodotti di decomposizione dei lipidi perossidati;
- e la 15-deossi-prostaglandina J-2 (15-dPGJ2), prodotta da eventi infiammatori molto intensi e/o cronici.

### Correlazioni con i farmaci
Si è scoperto alla fine del XX secolo come alcuni farmaci già usati nella chemioterapia antineoplastica, oltre a fungere da alchilanti o anti-mitotici ecc., abbiano come bersaglio molecolare anche la TR1. Tra questi vi sono:
- il cisplatino ed il suo derivato coniugato col glutatione (GS-Pt)
- le nitrosouree carmustina (BCNU) e fotemustina (FNNU)
- l'alchilante ciclofosfamide
- il diaziquone, un derivato aziridino-chinonico usato nella leucemia mieloide refrattaria
- il triossido di arsenico (ATO), anch'esso approvato per certe forme refrattarie di leucemia.

Altre categorie di farmaci usati per altre patologie hanno mostrato avere la TR1 come bersaglio. Tra questi i sali d'oro organici, come l'aurotiomalato di sodio, l'aurotioglucosio e l'auranofina. I primi due sono stati prevalentemente usati in laboratorio per indurre obesità negli animali, poiché inducono una selettiva distruzione delle cellule dell'ipotalamo che controllano la sazietà.
L'auranofina, invece è stata usata per decenni nella terapia dell'artrite reumatoide, è risultata in verità essere molto potente (affinità per la TR1 nell'ordine di 5 nanomolare), ed è ora in via di valutazione per la terapia dei tumori.
Dato che metalli pesanti sono in grado di bloccare anche l'isoforma mitocondriale dell'enzima (TxR2), qualche anno fa è stato sintetizzato un analogo aurofosforico della piridina, in grado di mostrare selettività verso i mitocondri e dotato di spiccate proprietà anticancro. In parallelo, un altro gruppo di ricerca ha sintetizzato il tioetil-(terpiridil)-platino, anch'esso assai attivo verso linee di cellule tumorali umane.
È stato riportato però che anche altri derivati di metalli pesanti possono inibire la TR1, come alcuni derivati organici del tellurio, del rutenio e dello stesso selenio. Infine, nel 2006 è stato sintetizzato il motexafin gadolinium (MGd), un derivato simile alla porfirina con un atomo di gadolinio al centro. Questo composto va incontro a reazioni cicliche di ossido-riduzione e genera anioni superossido in condizioni di aerobiosi, a spese di metaboliti endogeni come il NADP ridotto e la vitamina C. In più, oltre ad interferire con l'azione catalitica della TR1, disturba anche quella della riboside-difosfato reduttasi, necessaria alla sintesi delle basi del DNA. Per questa sua alta attività, il MGd è già in sperimentazione clinica assieme ad altri chemioterapici per combattere i tumori cerebrali, il carcinoma polmonare a piccole cellule (particolarmente aggressivo), il carcinoma renale, pancreatico e dei dotti biliari.

### Correlazioni con le patologie tumorali
L'antibiotico palmarumicina isolato da una muffa microscopica (Sphaeropsidales) è risultato essere un buon inibitore della TR1. Ne sono già stati sintetizzati alcuni derivati (come il PX-916) che si stanno testando su modelli tumorali animali ed in linee di carcinoma mammario. Un altro antibiotico, la chaetocina, isolato da un secondo fungo microscopico (Chaetomiium) è risultato un veleno catalitico della TR1 per competizione della reazione ossidoriduttiva (scambio di elettroni tra l'atomo di selenio dell'enzima e quelli di zolfo del composto).
Inoltre, tre composti polifenolici dotati di azione chemiopreventiva oramai riconosciuta, hanno mostrato di condividere la TR1 come bersaglio proteico:
- la curcumina (isolata dalla spezia Curcuma longa) largamente usata nella cucina orientale e riconosciuto uno dei più potenti chemiopreventivi in natura; alcuni gruppi la stanno già vagliando in trial clinici settoriali per i tumori dell'apparato gastro-intestinale.
- la miricetina, un flavonoide presente in certe bacche e frutti dotato anche di azione antiossidante. Un buon contenuto di miricetina sembrano averlo le noci;
- l'estratto catechinico del tè verde; le catechine semplici hanno mostrato effetto inibitore vario sull'enzima, ma l'azione migliore sembra essere esercitata dalla (-)-epigallocatechina-3-gallato (EGCG), la quale tra l'altro ha vari altri bersagli molecolari con cui svolge la sua azione chemiopreventiva.

Il consumo regolare di alimenti ricchi di miricetina condotto in uno studio internazionale di 8 anni, ha fatto registrare una riduzione dell'incidenza di carcinoma del pancreas del 23%. Diversi studi condotti sull'estratto di tè verde o nero, invece, hanno dimostrato una ridotta incidenza di tumori dell'apparato respiratorio, mammario, epartico e pancreatico.
Sono ormai molti i gruppi di ricerca che pensano che prevenendo l'attività della TxR1, grazie all'assunzione con la dieta di principi attivi naturali, si possa anticipare in modo significativo la trasformazione tumorale delle cellule.